# Goya a la millor direcció de producció
El Premi Goya a la millor direcció de producció és un dels 28 Premis Goya entregats anualment. Va ser entregat per primera vegada en la II edició del premis, l'any 1987.

## Nominats i guanyadors

### Dècada del 2020
| Guanyador             | Candidats                                          | |
| XXXIX edició - 2025   | XXXIX edició - 2025                                | XXXIX edició - 2025 |
| --------------------- | -------------------------------------------------- | --- |
|                       |                                                    | - Laia Gómez — Casa en flames - Carlos Apolinario — El 47 - Axier Pérez Serrrano — La infiltrada - Kati Martí Donoghue — La virgen roja - Carlos Amoedo — Segundo premio      |
| XXXVIII edició - 2024 |                                                    | |
|                       | Margarita Huguet per La societat de la neu         | - Pablo Vidal per 20.000 espècies d'abelles - María José Díez per Cerrar los ojos - Eduard Vallès per Saben aquell - Leire Aurrekoetxea i Luis Gutiérrez per Valle de sombras |
| XXXVII edició - 2023  |                                                    | |
|                       | Manuela Ocón per Modelo 77                         | - Elisa Sirvent per Alcarràs - Carmen Sánchez de la Vega per As bestas - Sara García per Cerdita - María José Díez per Cinco lobitos                                          |
| XXXVI edició - 2022   |                                                    | |
|                       | Albert Espel i Kostas Sfakianakis per Mediterrani  | - Óscar Vigiola per Love Gets a Room - Luis Gutiérrez per El buen patrón - Guadalupe Balaguer Trelles per Maixabel                                                            |
| XXXV edició - 2021    |                                                    | |
|                       | Ana Parra i Luis Fernández Lago per Adú            | - Guadalupe Balaguer Trelles per Akelarre - Carmen Martínez Muñoz per Black Beach - Toni Novella per Nieva en Benidorm                                                        |
| XXXIV edició - 2020   |                                                    | |
|                       | Carla Pérez de Albéniz per Mientras dure la guerra | - Toni Novella per Dolor y gloria - Manolo Limón per Intemperie - Ander Sistiaga per La trinchera infinita                                                                    |

### Dècada del 2010
| Guanyador            | Candidats                                              | |
| XXXIII edició - 2019 | XXXIII edició - 2019                                   | XXXIII edició - 2019 |
| -------------------- | ------------------------------------------------------ | --- |
|                      | Yousaf Bokhari per El hombre que mató a Don Quijote    | - Luis Fernández Lago per Campeones - Eduard Vallès i Hanga Kurucz per El fotògraf de Mauthausen - Iñaki Ros per El reino                                                 |
| XXXII edició - 2018  |                                                        | |
|                      | Ander Sistiaga per Handia                              | - Alex Boyd, Jordi Berenguer per La llibreria - Luis Fernández Lago per Oro - Carla Pérez de Albéniz per Estiu 1993                                                       |
| XXXI edició - 2017   |                                                        | |
|                      | Sandra Hermida Muñiz per Un monstre em ve a veure      | - Carlos Bernases per 1898: Los últimos de Filipinas - Manuela Ocón per El hombre de las mil caras - Pilar Robla per La reina de España                                   |
| XXX edició - 2016    |                                                        | |
|                      | Andrés Santana i Marta Miró per Nobody Wants the Night | - Carla Pérez de Albéniz per El desconocido - Toni Novella per Palmeras en la nieve - Luis Fernández Lago per Un día perfecto                                             |
| XXIX edició - 2015   |                                                        | |
|                      | Edmon Roch i Toni Novella per El Niño                  | - Manuela Ocón per La isla mínima - Luis Fernández Lago i Julián Larrauri per Mortadelo y Filemón contra Jimmy el Cachondo - Esther García Rodríguez per Relatos salvajes |
| XXVIII edició - 2014 |                                                        | |
|                      | Carlos Bernases per Las brujas de Zugarramurdi         | - Marta Sánchez de Miguel per 3 bodas de más - Josep Amorós per Los últimos días - Koldo Zuazua per Zipi y Zape y el club de la canica                                    |
| XXVII edició - 2013  |                                                        | |
|                      | Sandra Hermida per The Impossible                      | - Josep Amorós per Blancanieves - Angélica Huete per El artista y la modelo - Manuela Ocón per Grupo 7                                                                    |
| XXVI edició - 2012   |                                                        | |
|                      | Andrés Santana per Blackthorn                          | - Toni Carrizosa per EVA - Toni Novella per La piel que habito - Paloma Molina per No habrá paz para los malvados                                                         |
| XXV edició - 2011    |                                                        | |
|                      | Cristina Zumárraga per También la lluvia               | - Yousaf Bokhari per Balada triste de trompeta - Edmon Roch Colom i Toni Novella per Lope - Aleix Castellón per Pa negre                                                  |
| XXIV edició - 2010   |                                                        | |
|                      | José Luis Escolar per Agora                            | - Alicia Tellería per Celda 211 - Cristina Zumárraga per Che. Guerrilla - Eduardo Castro per El baile de la Victoria                                                      |

### Dècada del 2000
| Guanyador           | Candidats                                                             | |
| XXIII edició - 2009 | XXIII edició - 2009                                                   | XXIII edició - 2009 |
| ------------------- | --------------------------------------------------------------------- | --- |
|                     | Rosa Romero per Los crímenes de Oxford                                | - Cristina Zumárraga per Che, el argentino - Emiliano Otegui per Los girasoles ciegos - Rafael Cuervo i María Pedraza per Solo quiero caminar   |
| XXII edició - 2008  |                                                                       | |
|                     | Sandra Hermida per El orfanato                                        | - Martín Cabañas per Las 13 rosas - Juan Carmona i Salvador Gómez per Luz de domingo - Teresa Cepeda per Oviedo Express                         |
| XXI edició - 2007   |                                                                       | |
|                     | Cristina Zumárraga per Alatriste                                      | - Eduardo Santana, Ricardo García Arrojo i Gido Simonetti per Los Borgia - Bernat Elías per Salvador (Puig Antich) - Antonio Norella per Volver |
| XX edició - 2006    |                                                                       | |
|                     | Esther García Rodríguez per La vida secreta de les paraules           | - Ernesto Chao i Eduardo Santana per Habana Blues - Puy Oria per Obaba - Tino Pont per Camarón                                                  |
| XIX edició - 2005   |                                                                       | |
|                     | Emiliano Otegui per Mar adentro                                       | - Juanma Pagazaurtundua per Crimen Ferpecto - Miguel Torrente i Cristina Zumárraga per El Lobo - Esther García Rodríguez per La mala educación  |
| XVIII edició - 2004 |                                                                       | |
|                     | Luis Manso i Marina Ortiz per La gran aventura de Mortadelo y Filemón | - Pilar Robla per Al sur de Granada - Ana Vila per Carmen - Joseán Gómez per El misterio Galíndez                                               |
| XVII edició - 2003  |                                                                       | |
|                     | Fernando Victoria de Lecea per La caja 507                            | - Luis Gutiérrez per El embrujo de Shanghai - Andrés Santana per El viaje de Carol - Javier Arsuaga per Guerreros                               |
| XVI edició - 2002   |                                                                       | |
|                     | Miguel Ánguel González i Emiliano Otegui per The Others               | - José Luis Jiménez per Intacto - Carlos Bernases per Juana la Loca - Angélica Huete per Sin noticias de Dios                                   |
| XV edició - 2001    |                                                                       | |
|                     | Luis María Delgado per You're the One (una historia de entonces)      | - Tino Pont per El corazón del guerrero - Juanma Pagazaurtundua per La comunidad - Luis Ramírez per Lázaro de Tormes                            |
| XIV edició - 2000   |                                                                       | |
|                     | Esther García Rodríguez per Todo sobre mi madre                       | - Carmen Martínez Rebé per Goya en Burdeos - Emiliano Otegui per La lengua de las mariposas - Eduardo Santana per Solas                         |

### Dècada del 1990
| Guanyador          | Candidats                                                             | |
| XIII edició - 1999 | XIII edició - 1999                                                    | XIII edició - 1999 |
| ------------------ | --------------------------------------------------------------------- | --- |
|                    | Angélica Huete per La niña de tus ojos                                | - Emiliano Otegui per Abre los ojos - Luis María Delgado i Valentín Panero per El abuelo - Mikel Nieto per La hora de los valientes                                                                                       |
| XII edició - 1998  |                                                                       | |
|                    | José Luis Escolar per Perdita Durango                                 | - Roberto Manni per La camarera del Titanic - Yousaf Bokhari per Territorio comanche |
| XI edició - 1997   |                                                                       | |
|                    | Emiliano Otegui per Tesis                                             | - Luis Gutiérrez per Libertarias - Carmen Martínez Rebé per Más allá del jardín |
| X edició - 1996    |                                                                       | |
|                    | José Luis Escolar per Nadie hablará de nosotras cuando hayamos muerto | - Joseán Gómez per Boca a boca - Carmen Martínez Rebé per El día de la bestia |
| IX edició - 1995   |                                                                       | |
|                    | José Luis Escolar per La pasión turca                                 | - Andrés Santana per Días contados - José Luis García Arrojo per El detective y la muerte |
| VIII edició - 1994 |                                                                       | |
|                    | José Luis García Arrojo per Tirano Banderas                           | - Esther García Rodríguez per Kika - Ricardo García Arrojo per Todos a la cárcel |
| VII edició - 1993  |                                                                       | |
|                    | Esther García Rodríguez per Acción mutante                            | - Cristina Huete per Belle Époque - Antonio Guillén Rey per El maestro de esgrima |
| VI edició - 1992   |                                                                       | |
|                    | Andrés Santana per El rey pasmado                                     | - José Luis García Arrojo per Beltenebros - Alejandro Vázquez per Don Juan en los infiernos |
| V edició - 1991    |                                                                       | |
|                    | Víctor Albarrán per ¡Ay Carmela!                                      | - Esther García Rodríguez per ¡Átame! - Primitivo Álvaro Pérez per Las cartas de Alou |
| IV edició - 1990   |                                                                       | |
|                    | José López Rodero per El sueño del mono loco                          | - Andrés Santana per Bajarse al moro - Andrés Santana per El mar y el tiempo - Francisco Villar, Jaime Fernández-Cid, Adolfo Cora, Chihab Gharbi i Selma Baccar per El niño de la luna - Marisol Carnicero per Esquilache |

### Dècada del 1980
| Guanyador         | Candidats                                          | |
| III edició - 1989 | III edició - 1989                                  | III edició - 1989 |
| ----------------- | -------------------------------------------------- | --- |
|                   | José Gabriel Jacoste Quesada per Remando al viento | - Emiliano Otegui Piedra per Berlín Blues - Víctor Albarrán per El Dorado - Esther García Rodríguez per Mujeres al borde de un ataque de nervios - Marisol Carnicero per Pasodoble |
| II edició - 1988  |                                                    | |
|                   | Marisol Carnicero per Cara de acelga               | - Mario Morales per Asignatura aprobada - Daniel Vega per Policía |

## Estadístiques

### Directors de producció més guardonats
- 4 premis: José Luis Escolar, de 4 nominacions
- 3 premis: Esther García Rodríguez, de 8 nominacions
- 3 premis: Emiliano Otegui, de 7 nominacions
- 3 premis: Andrés Santana, de 7 nominacions
- 3 premis: Sandra Hermida, de 3 nominacions
- 2 premis: Cristina Zumárraga, de 5 nominacions

### Directors de producció amb més candidatures
- 8 candidatures: Esther García Rodríguez (3 premis)
- 7 candidatures: Emiliano Otegui (3 premis)
- 7 candidatures: Andrés Santana (3 premis)
- 5 candidatures: Cristina Zumárraga (2 premis)
- 4 candidatures: José Luis Escolar (4 premis)
- 4 candidatures: Toni Novella (1 premi)
- 3 candidatures: Sanda Hermida (3 premis)
- 3 candidatures: Marisol Carnicero (1 premi)
- 3 candidatures: José Luis García Arrojo (1 premi)
- 3 candidatures: Angélica Huete (1 premi)
- 3 candidatures: Carlos Bernases (1 premi)
- 3 candidatures: Carmen Martínez Rebé (0 premis)
- 3 candidatures: Eduardo Santana (0 premis)
- 3 candidatures: Manuela Ocón (0 premis)
- 2 candidatures: Víctor Albarrán (1 premi)
- 2 candidatures: Luis María Delgado (1 premi)
- 2 candidatures: Edmond Roch (1 premi)
- 2 candidatures: Ricardo García Arrojo (0 premis)
- 2 candidatures: Yousaf Bokhari (0 premis)
- 2 candidatures: Juanma Pagazaurtundua (0 premis)
- 2 candidatures: Tino Pont (0 premis)
- 2 candidatures: Josep Amorós (0 premis)
- 2 candidatures: Luis Fernández Lago (0 premis)
- 2 candidatures: Pilar Robla (0 premis)